# Petr Knop
Petr Knop (* 12. Mai 1994 in Jablonec nad Nisou) ist ein tschechischer Skilangläufer.

## Werdegang
Knop, der für den Dukla Liberec startet, nahm zu Beginn der Saison 2010/11 erstmals in Horní Mísečky im Slavic Cup teil und belegte dabei den 24. Platz über 10 km klassisch. Beim Europäischen Olympischen Winter-Jugendfestival 2011 in Liberec errang er den 36. Platz im Sprint, den 23. Platz über 7,5 km Freistil und den 16. Platz über 10 km klassisch. Im folgenden Jahr kam er bei den Olympischen Jugend-Winterspielen 2012 in Innsbruck auf den 16. Platz im Sprint auf den 12. Rang in der Mixed-Staffel und auf den neunten Platz über 10 km klassisch. Sein bestes Resultat bei den Nordischen Junioren-Skiweltmeisterschaften 2013 in Liberec war der 11. Platz im Skiathlon. Im März 2013 erreichte er in Kremnica mit dem dritten Rang im 15-km-Massenstartrennen seine erste Podestplatzierung im Slavic Cup. Eine Woche später holte er in Zakopane über 10 km Freistil seinen ersten Sieg im Slavic Cup und erreichte den fünften Platz in der Cupgesamtwertung. Nach drei Top-Zehn-Resultate im Slavic Cup zu Beginn der Saison 2013/14 debütierte er im Januar 2014 in Nové Město im Weltcup und belegte dabei den 78. Platz im Sprint und den 28. Rang zusammen mit Dusan Augustinak im Teamsprint. Sein bestes Ergebnis bei den folgenden Nordischen Junioren-Skiweltmeisterschaften im Val di Fiemme war der fünfte Platz im Skiathlon. Zum Saisonende kam er beim Slavic Cup in Štrbské Pleso weitere dreimal unter den ersten Zehn und erreichte wie im Vorjahr den fünften Platz in der Gesamtwertung. Die Nordic Opening in Lillehammer zu Beginn der folgenden Saison beendete er auf den 86. Platz. Es folgten Auftritte im Alpencup, bei der er meist Platzierungen außerhalb der Punkteränge errang. Im Februar 2015 errang er bei den U23-Weltmeisterschaften 2015 in Astana den 28. Platz über 15 km Freistil und den 25. Platz im Skiathlon. Im selben Monat belegte er bei den Nordischen Skiweltmeisterschaften in Falun den 46. Platz im Skiathlon und den neunten Rang mit der Staffel. Zum Saisonende kam er beim Slavic Cup in Harrachov mit dem dritten Rang über 15 km klassisch erneut aufs Podest. Zu Beginn der Saison 2015/16 erreichte er bei der Weltcup Minitour in Ruka den 67. Platz. Bei den U23-Weltmeisterschaften 2016 in Râșnov errang er den 52. Platz im Sprint und jeweils den 13. Platz über 15 km Freistil und 15 km klassisch. Nach Platz 62 bei der Weltcup Minitour in Lillehammer zu Beginn der Saison 2016/17, kam er bei den U23-Weltmeisterschaften 2017 in Soldier Hollow auf den 15. Platz über 15 km Freistil und auf den 14. Rang im Skiathlon. Seine besten Platzierungen bei den Nordischen Skiweltmeisterschaften 2017 in Lahti waren der 33. Platz im 50-km-Massenstartrennen und der 11. Rang mit der Staffel. Im März 2017 wurde er beim Slavic Cup in Harrachov Dritter im 15-km-Massenstartrennen. Zu Beginn der Saison 2017/18 errang er beim Ruka Triple den 64. Platz und holte bei der Tour de Ski 2017/18, die er auf dem 31. Platz beendete, im Fleimstal mit zwei 30. Plätzen seine ersten Weltcuppunkte. Seine besten Ergebnisse bei den Olympischen Winterspielen 2018 in Pyeongchang waren der 24. Platz über 15 km Freistil und der neunte Rang mit der Staffel. Beim Weltcupfinale in Falun lief er auf den 47. Platz.
In der Saison 2018/19 belegte Knop den 70. Platz beim Lillehammer Triple und den 39. Rang bei der Tour de Ski 2018/19. Seine besten Ergebnisse bei den Nordischen Skiweltmeisterschaften 2019 in Seefeld in Tirol waren der 48. Platz im 50-km-Massenstartrennen und der 11. Rang mit der Staffel. Im folgenden Jahr kam er bei der Tour de Ski 2019/20 auf den 40. Platz. In der Saison 2020/21 errang er bei der Tour de Ski 2021 den 49. Platz und gewann mit zwei Siegen die Gesamtwertung des Slavic-Cups. Seine besten Resultate bei den Nordischen Skiweltmeisterschaften 2021 in Oberstdorf waren der 37. Platz im Skiathlon und der 11. Rang mit der Staffel. In der folgenden Saison kam er bei der Tour de Ski 2021/22 auf den 50. Platz und nahm bei den Olympischen Winterspielen 2022 in Peking an vier Rennen teil. Seine besten Resultate dabei waren 37. Platz im 50-km-Massenstartrennen und der 12. Rang mit der Staffel.

## Siege bei Continental-Cup-Rennen
| Nr. | Datum             | Ort      | Disziplin                  | Serie      |
| --- | ----------------- | -------- | -------------------------- | ---------- |
| 1.  | 17. März 2013     | Zakopane | 10 km Freistil             | Slavic-Cup |
| 2.  | 20. Dezember 2020 | Zakopane | 15 km Freistil             | Slavic-Cup |
| 3.  | 21. März 2021     | Zakopane | 30 km Freistil Massenstart | Slavic-Cup |

## Teilnahmen an Weltmeisterschaften und Olympischen Winterspielen

### Olympische Spiele
- 2018 Pyeongchang: 9. Platz Staffel, 23. Platz 15 km Freistil, 36. Platz 30 km Skiathlon, 51. Platz 50 km klassisch Massenstart
- 2022 Peking: 12. Platz Staffel, 37. Platz 50 km Freistil Massenstart, 44. Platz 30 km Skiathlon, 54. Platz 15 km klassisch

### Nordische Skiweltmeisterschaften
- 2015 Falun: 9. Platz Staffel, 46. Platz 30 km Skiathlon
- 2017 Lahti: 11. Platz Staffel, 33. Platz 50 km Freistil Massenstart, 36. Platz 15 km klassisch, 41. Platz 30 km Skiathlon
- 2019 Seefeld in Tirol: 11. Platz Staffel, 48. Platz 50 km Freistil Massenstart, 51. Platz 30 km Skiathlon, 66. Platz 15 km klassisch
- 2021 Oberstdorf: 11. Platz Staffel, 37. Platz 30 km Skiathlon, 41. Platz 50 km klassisch Massenstart, 43. Platz 15 km Freistil

## Platzierungen im Weltcup

### Weltcup-Statistik
Die Tabelle zeigt die erreichten Platzierungen im Einzelnen.
- 1.–3. Platz: Anzahl der Podiumsplatzierungen
- Top 10: Anzahl der Platzierungen unter den ersten zehn
- Punkteränge: Anzahl der Platzierungen innerhalb der Punkteränge
- Starts: Anzahl gelaufener Rennen in der jeweiligen Disziplin
- Hinweis: Bei den Distanzrennen erfolgt die Einordnung gemäß FIS.

| Platzierung               | Distanzrennen a | Distanzrennen a | Distanzrennen a | Distanzrennen a | Distanzrennen a | Skiathlon Verfolgung | Sprint | Etappen- rennen b | Gesamt | Team   | Team    |
| Platzierung               | ≤ 5 km          | ≤ 10 km         | ≤ 15 km         | ≤ 30 km         | > 30 km         | Skiathlon Verfolgung | Sprint | Etappen- rennen b | Gesamt | Sprint | Staffel |
| ------------------------- | --------------- | --------------- | --------------- | --------------- | --------------- | -------------------- | ------ | ----------------- | ------ | ------ | ------- |
| 1. Platz                  |                 |                 |                 |                 |                 |                      |        |                   |        |        |         |
| 2. Platz                  |                 |                 |                 |                 |                 |                      |        |                   |        |        |         |
| 3. Platz                  |                 |                 |                 |                 |                 |                      |        |                   |        |        |         |
| Top 10                    |                 |                 |                 |                 |                 |                      |        |                   |        |        |         |
| Punkteränge               |                 |                 | 1               |                 |                 |                      |        | 1                 | 2      | 1      | 4       |
| Starts                    |                 | 6               | 38              | 3               | 2               | 22                   | 20     | 11                | 102    | 1      | 4       |
| Stand: Saisonende 2021/22 |                 |                 |                 |                 |                 |                      |        |                   |        |        |         |

### Weltcup-Gesamtplatzierungen
| Saison  | Gesamt | Gesamt | Distanz | Distanz |
| Saison  | Punkte | Platz  | Punkte  | Platz   |
| ------- | ------ | ------ | ------- | ------- |
| 2017/18 | 1      | 153.   | 1       | 101.    |
| 2019/20 | 7      | 130.   | 2       | 92.     |
| 2020/21 | 5      | 137.   | -       | -       |
| 2021/22 | 5      | 145.   | -       | -       |